# مسرح بلاي باك

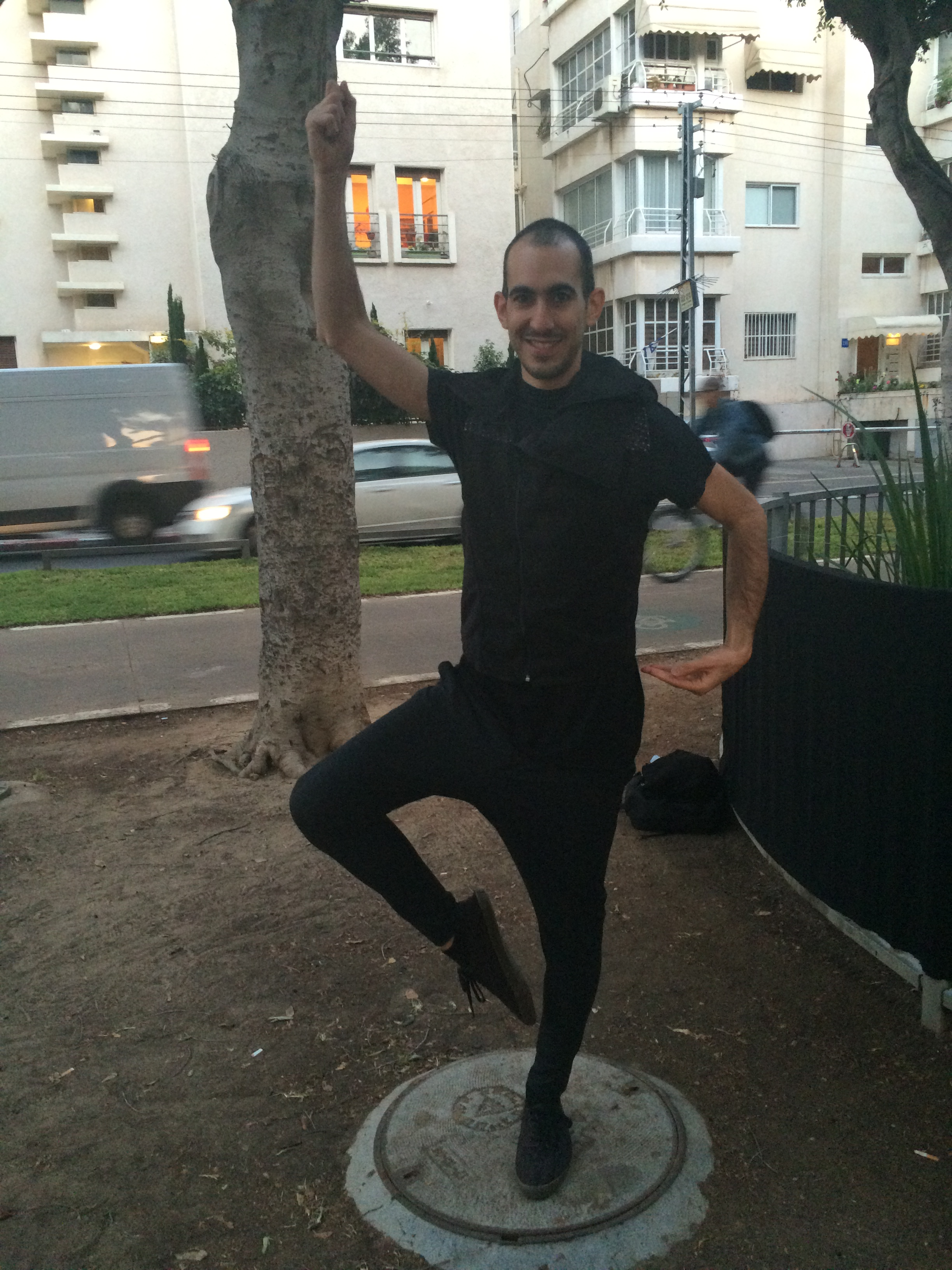
بلاك باك

مســرح بلاي بــاك، (الانجليزية: Playback Theatre)، هو أحد أنواع المسرح الارتجالي الذي يشارك الجمهور في أداء عروضه، وهو يعد من فئـة مسرح فرينج. عرض البلاي باك يتم من خلال التعاون بين الجمهور والممثلين، أحد الأشخاص من الجمهـور يروي قصة أو حدث، أو موقف حدث معه في حياته سواء كان في الماضي أو الحاضر، وفي بعض العروض، يقوم الراوي بتوزيع الأدوار المختلفة على الممثلين وبعدها يتنحى جانبا ويشاهد أداء القصة التي قصها على خشبة المسرح.

## معنى مسرح بلاي باك
يرتبط مسمى مسرح البلاي باك بطبيعته المسرحية وآلية عرضه، حيث يشير إلى مفهوم (فورية الاستماع) أو المشاهدة بعد التسجيل أو الحكي مباشرة، كما يشير إلى أوليّة المشاهدة أو بمعنى المشاهدة لأول مرة، نظرًا لانتهاء الحكي للتو قبيل مشاهدة العرض بلحظات، وهي تمثل في شكلها العام استعادة للمادة المحكية بهدف تفحها وتحليلها.